# Uniformologia
L'uniformologia è una branca della ricerca storica che studia l'evoluzione e la trasformazione dell'abbigliamento e dell'equipaggiamento militare analizzando il peso degli influssi di costume, di ideologia e di tradizione connessi alla predilezione ed alla scelta di determinate fogge o simboli, valutando l'impatto, nell'ethos e nella resa operativa di taluni reparti militari, dei fattori di coesione ed identificazione legati a particolari equipaggiamenti.